# Arrows A18
Az Arrows A18 egy Formula–1-es versenyautó, amelyet az Arrows csapat tervezett és versenyeztetett az 1997-es Formula–1 világbajnokság során. Pilótái a regnáló világbajnok Damon Hill és Pedro Diniz voltak. Ez volt a sportág történetében az utolsó Yamaha-motorral szerelt autó.

## Áttekintés
Először 1997 januárjában mutatták be, mint egy új kezdetet a csapat számára. Két új pilótájuk érkezett (nagy meglepetésre a Williams csapatától hozzájuk igazolt át Damon Hill), új lett a motorszállítójuk is a Yamaha személyében (mely motorokat a Judd tartott karban), és egy exkluzív üzlet keretében a Bridgestone lett a gumiszállító partnerük. A korábbi főhadiszállásukat Milton Keynes-ben kiürítették és Leafieldbe költöztek. Ez volt továbbá az első idény, amikor Tom Walkinshaw volt a csapat kizárólagos tulajdonosa, miután kivásárolta azt az egyik alapítótól, Jackie Olivertől.
Az idény egyáltalán nem kezdődött jól, már az is csoda volt, hogy a szezonnyitó ausztrál nagydíjra kvalifikálni tudtak, de ezen a versenyen Hill egyáltalán nem tudott elindulni, mert már a rajtot megelőzően kiesett a gázpedál meghibásodása miatt. A szezon első harmadában gyakorlatilag az összes versenyről kiestek valamilyen műszaki hiba miatt. Hill szerint az autót jól lehetett vezetni, de hiányzott a leszorítóerő. Miután kirúgták a tervező Frank Dernie-t, John Barnard került a helyére, és ezzel nőtt a megbízhatóság is. Hill mindjárt szerzett is egy pontot a brit nagydíjon, majd jött az idény fénypontja, a magyar nagydíj. Hill már az időmérő edzésen harmadik lett, majd a versenyen gyorsan átvette a vezetést és ezt tartotta is a futamon, míg pár körrel a vége előtt egy meghibásodás miatt újra lassulni nem kezdett. Ugyan így nem lett végül futamgyőztes, de a második hely így is nagyon szép teljesítmény volt a csapattól. Diniz még a luxemburgi nagydíjon szerzett két pontot, ezzel végül konstruktőri nyolcadikként zárták az idényt.

## Eredmények
| Év   | Csapat              | Motor        | Gumik | Pilóták     | 1   | 2   | 3   | 4   | 5   | 6   | 7   | 8   | 9   | 10  | 11  | 12  | 13  | 14  | 15  | 16  | 17  | Pontok | Helyezés |
| ---- | ------------------- | ------------ | ----- | ----------- | --- | --- | --- | --- | --- | --- | --- | --- | --- | --- | --- | --- | --- | --- | --- | --- | --- | ------ | -------- |
| 1997 | Danka Arrows Yamaha | Yamaha OX11C | B     |             | AUS | BRA | ARG | SMR | MON | ESP | CAN | FRA | GBR | GER | HUN | BEL | ITA | AUT | LUX | JPN | EUR | 9      | 8.       |
| 1997 | Danka Arrows Yamaha | Yamaha OX11C | B     | Damon Hill  | NI  | 17  | KI  | KI  | KI  | KI  | 9   | 12  | 6   | 8   | 2   | 13  | KI  | 7   | 8   | 12  | KI  | 9      | 8.       |
| 1997 | Danka Arrows Yamaha | Yamaha OX11C | B     | Pedro Diniz | 10  | KI  | KI  | KI  | KI  | KI  | 8   | KI  | KI  | KI  | KI  | 7   | KI  | 13  | 5   | 13  | KI  | 9      | 8.       |

## Forráshivatkozások
1. ↑  Arrows and Bridgestone agree on long-term deal. www.grandprix.com. (Hozzáférés: 2024. november 25.)
2. ↑  Walkinshaw reveals the Arrows A18. www.grandprix.com. (Hozzáférés: 2024. november 25.)
3. ↑  Latest Formula 1 Breaking News - Grandprix.com. www.grandprix.com. (Hozzáférés: 2024. november 25.)
4. ↑  Arrows A18 - F1technical.net. www.f1technical.net. (Hozzáférés: 2024. november 25.)
5. ↑  Damon Hill: Watching the Wheels.  2016–08–30.  ISBN 978-1-925483-04-8 Hozzáférés: 2024. november 25.
6. ↑  The one that got away: Damon Hill, 1997 Hungarian Grand Prix (brit angol nyelven). Motor Sport Magazine, 2024. október 8. (Hozzáférés: 2024. november 25.)